# Елліот Бондс
Елліот Бондс (англ. Elliot Bonds, нар. 23 березня 2000, Лондон) — гаянський футболіст, півзахисник клубу «Галл Сіті». Виступав, зокрема, за клуби «Дагенем енд Редбрідж», «кальчіо Фарнбороуг» та «Дагенем енд Редбрідж», а також національну збірну Гаяни.

## Клубна кар'єра
Родина Бондів походять з північно-західної околиці лондона під назвою Кенсел Грін. Елліот народився 23 березня 2000 року в Бренті, Лондон. Навчався в Окінгтонській середній школі Вемблі. На шкільному рівні виступав за команди Міддлесекса та Брента, де його помітив скаут «Редінга» Імонн Долан. Також виступав у молодіжній структурі «Брентфорда». Влітку 2016 року підписав 2-річний юнацький контракт з «Дагенем енд Редбрідж». Допоміг команді вийти до четвертого раунду юнацького кубку Англії 2017/18.
У дорослій команді «Дагенем енд Редбрідж» дебютував у лютому 2018 року в переможному (3:0) поєдинку проти «Торкі Юнайтед». Бондс замінив Феджирі Окінабірьє та став наймолодшим гравцем команди (на той час йому виповнилося 18 років), який виходив на футбольне поле. У стартовому складі клубу дебютував у квітні 2018 року в переможному (5:3) виїзному поєдинку проти «Гайзлі». Незважаючи на другий дії юнацького контракту, зіграв 5 матчів того сезону за основний склад. У червні 2018 року підписав свій перший професіональний контракт, термін дії — 2 роки (до червня 2020 року). У грудні 2018 року відправився в оренду до представника Вищого дивізіону Південної ліги «Фарнбороу».
20 серпня 2019 року підписав 1-річний контракт (з можливістю продовження ще на один сезон) з «Галл Сіті», після чого був переведений до команди U-23.

## Виступи за збірну
У липні 2019 року отримав дебютний виклик до національної збірної Гаяни на матч кваліфікації Кубку націй КОКАКАФ 2019/20 проти Французької Гвіани. Відіграв усі 90 хвилин у матчі, проте зміг допомогти Гаяні уникнути поразик (1:2).
У складі збірної був учасником розіграшу Золотого кубка КОНКАКАФ 2019 року у декілької країнах.

## Статистика виступів

### Клубна
Станом на 22 квітня 2019
| Клуб                   | Сезон             | Ліги                | Ліги  | Ліги | Кубок ФА | Кубок ФА | Кубок ФЛ | Кубок ФЛ | Інші  | Інші | Загалом | Загалом |
| Клуб                   | Сезон             | Дивізіон            | Матчі | Голи | Матчі    | Голи     | Матчі    | Голи     | Матчі | Голи | Матчі   | Голи    |
| ---------------------- | ----------------- | ------------------- | ----- | ---- | -------- | -------- | -------- | -------- | ----- | ---- | ------- | ------- |
| «Дагенем енд Редбрідж» | 2017–18           | Національна ліга    | 5     | 0    | 0        | 0        | —        | —        | 0     | 0    | 5       | 0       |
| «Дагенем енд Редбрідж» | 2018–19           | Національна ліга    | 1     | 0    | 0        | 0        | —        | —        | 0     | 0    | 1       | 0       |
| «Дагенем енд Редбрідж» | Загалом           | Загалом             | 6     | 0    | 0        | 0        | —        | —        | 0     | 0    | 6       | 0       |
| «Фарнбороу» (оренда)   | 2018–19           | Прем'єр-дивізіон ПЛ | 18    | 1    | —        | —        | —        | —        | —     | —    | 18      | 1       |
| «Галл Сіті»            | 2019–20           | Чемпіоншип          | 0     | 0    | 0        | 0        | 0        | 0        | —     | —    | 0       | 0       |
| Усього за кар'єру      | Усього за кар'єру | Усього за кар'єру   | 24    | 1    | 0        | 0        | 0        | 0        | 0     | 0    | 24      | 1       |

### У збірній
Станом на 11 жовтня 2019
| Національна збірна | Рік     | Матчі | Голи |
| ------------------ | ------- | ----- | ---- |
| Гаяна              | 2018    | 1     | 0    |
| Гаяна              | 2019    | 6     | 0    |
| Загалом            | Загалом | 7     | 0    |